# Marcus Jensen

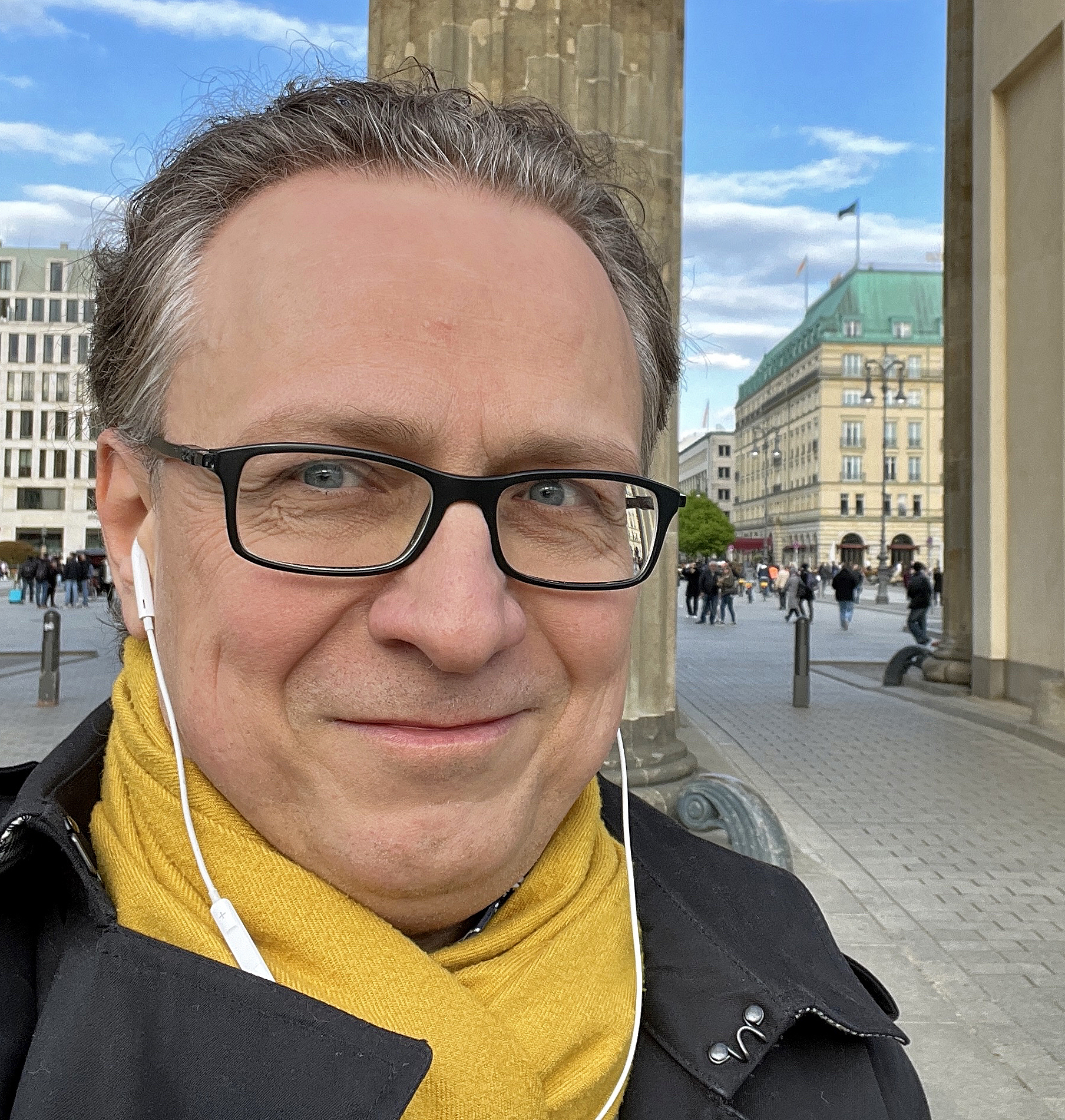
Marcus Jensen, Berlin, April 2024

Marcus Jensen (* 27. Juni 1967 in Hamburg) ist ein deutscher Schriftsteller.

## Leben
Marcus Jensen wuchs in Pinneberg bei Hamburg auf. Von 1987 bis 1998 studierte er Germanistik, Philosophie, Pädagogik und Politik an der Universität Hamburg (M.A.). 1999 zog er nach Aachen, 1999–2000 war er Mitarbeiter in der Studienberatung der Universität zu Köln, seit 2002 lebt er in Berlin. Jensen ist Redakteur der Literaturzeitschrift Am Erker. Verheiratet ist er mit Silke Andrea Schuemmer.

## Werke
- Prosa und Essays: über 160 Veröffentlichungen u. a. in: ndl, Am Erker, Macondo, die horen, Das Magazin, Poet, Muschelhaufen, literaturkritik.de, Signum, Lichtungen, Erostepost, Andromeda Nachrichten, im WDR- und NDR-Rundfunk sowie in zahlreichen Anthologien.
- Red Rain. Roman. Frankfurter Verlagsanstalt; Frankfurt am Main 1999, überarbeitete Neuausgabe als E-Book, Berlin, 2014.
- Oberland. Roman. Frankfurter Verlagsanstalt, Frankfurt am Main 2004, überarbeitete Neuausgabe als E-Book, Berlin, 2018.
- 457 Tage. Bundeswehr-Bericht. E-Book, Berlin 2007/2013.
- Schweine. Roman. E-Book, Berlin 2013.
- jenseits. Geschichten aus der Welt. Elf Storys von 1998 bis 2015. E-Book, Berlin 2015.
- Mund auf. Geschichten zu Tisch. Elf Storys von 1993 bis 2016. E-Book, Berlin 2016.
- Chimaera. Geschichten über das Echte. Elf Storys von 1996 bis 2011. E-Book, Berlin 2017.
- Eigenbau. Geschichten mit Plänen. Zweiundzwanzig Storys von 1995 bis 2019. E-Book, Berlin 2019.
- mir nach. Geschichten voller Hinweise. Sechsundzwanzig Storys von 1995 bis 2020. E-Book, Berlin 2020.
- Mein All. Mark Brandis und die Science-Fiction-Reihe Weltraumpartisanen. Essay von 2019. E-Book, Berlin 2021.
- Ohne Ego. Essays zu Literatur. Neun Aufsätze von 1999 bis 2018. E-Book, Berlin 2022.
- Zugriff! Die Rezensionen. Alle achtundfünfzig gedruckten Buch- und Literaturzeitschriftenbesprechungen von 2003 bis 2023. E-Book, Berlin 2023.
- Vestalin. Roman. kul-ja! publishing; Erfurt 2024.

## Auszeichnungen
- 1994 Dritter Preis im Bettina-von-Arnim-Wettbewerb der Brigitte
- 1994 Hamburger Literaturförderpreis
- 1996 Preis des 4. Open Mike der Literaturwerkstatt Berlin
- 1998 Aufenthaltsstipendium im LCB (Literarisches Colloquium Berlin)
- 1999 Aufenthaltsstipendium im Künstlerhaus Lukas in Ahrenshoop
- 2000 Stipendium des Deutschen Literaturfonds
- 2001 Aufenthaltsstipendium im Künstlerdorf Schöppingen
- 2002 Arbeitsstipendium des Ministeriums für Kultur und Wissenschaft des Landes Nordrhein-Westfalen
- 2003 14. Würth-Preis der Tübinger Poetik-Dozentur
- 2003 Kulturpreis des Kreises Pinneberg (Förderpreis)
- 2007 New-York-Stipendium des Deutschen Literaturfonds
- 2008 Aufenthaltsstipendium im Stuttgarter Schriftstellerhaus[1]
- 2009 Aufenthaltsstipendium der Berliner Akademie der Künste im Alfred-Döblin-Haus in Wewelsfleth
- 2011 Stipendium des Deutschen Literaturfonds
- 2017 Arbeitsstipendium der Berliner Senatsverwaltung für Kultur und Europa[2]
- 2017 erostepost-Literaturpreis
- 2021 Recherchestipendium der Berliner Senatsverwaltung für Kultur und Europa